# 印金 (織物)
印金（いんきん）というものは、型紙を使って生地に接着剤を置き、その上に金をはる、という織物の装飾技法である。その技術は中国から伝来したといわれており、日本では「印金」と呼ばれ、格別に評価されてきた。
『平凡社大百科事典』によると、印金は「布帛に型を用いてにかわ、漆、のりなどの接着剤を置き，その上に金箔を施すか、もしくは、にかわなどを混ぜた金泥を直接型で押すかして文様を表したものをいう。」         

## 歴史
中国においては、生地に金銀を使って加飾する技術は長い歴史があり、漢時代に遡ると考えられる。これらの技法は大きく3つに分類できる。描金、または泥金という技法は、金粉を接着剤に混ぜ、生地に筆で直接、描く。
印金という技法は、型紙を通して接着剤を置き、その上に金箔を押す。銹金という技法は、型紙を通して、金を直接、押す。その他の古い技法として、金属製型板で金泥を印刷する技術もあったようである。
馬王堆漢墓（紀元前186年、湖南省長沙市）では、顔料と金銀で印刷された模様で装飾された紗の裂が発掘された。
衣服においての金を用いた加飾技法は12世紀から13世紀にかけて発展したようで、これらの遺物は晋、南宋、そして元時代の墓から多く発掘されている。
その中には、描かれた金も、印刷された金もある。生地は、主に「紗」、あるいは「羅」という捩り織である。印金の製作は明時代初頭にかけ行なわれ、それから絶滅したと思われている。
中国製の印金は主に室町時代に日本に伝来したといわれている。『和漢錦繍一覧』によれば、上代印金の輸入は漢文（つまり17世紀の末）に止んでしまった。
または、輸入された中国元･明代の印金を模倣して作られた日本製の印金もある。
日本では、印金の主要な使い方は、掛け軸の表装である。桃山時代の茶会記は、印金を使った表具によく言及しているが、この風習は室町時代にも遡ると思われる。
または、茶の湯においては、印金は名物裂の一種として珍重されている。紫色の羅地印金は一番評価されている。
日本に保存されている有名な作品の例として、京都国立博物館所有の国宝と指定されている2枚の袈裟を挙げられる。
1枚は、「応夢衣」と呼ばれており、 高麗時代（9世紀～14世紀）の朝鮮の作品と考えられている。
もう1枚は、中国の元時代（14世紀頃）の作品と思われている。